# ダブル・エージェント73
『ダブル・エージェント73』（英: Double Agent 73）は、ドリス・ウィッシュマンが監督、製作し、バーレスクパフォーマーのチェスティー・モーガンが主演した1974年のアメリカ合衆国のエクスプロイテーション映画。

## ストーリー
バスト73インチを誇る巨乳の秘密諜報員ジェーン（コードネーム「73」）は、休暇中にもかかわらずニューヨークにいるチーフのビルに呼び出された。彼女は正体不明の「トプラー」と呼ばれるボスが率いる低品質ヘロイン密売組織の一味を一人ずつ暗殺する任務を与えられた。殺害を証明するため彼女の巨大な左胸に小さなカメラが埋め込まれた。写真を撮るたびに、彼女は露わにした左胸をクリックする。
前作とは異なり巨乳で窒息させるシーンはなく、彼女の巨大な胸が関わる暗殺シーンは以下の1箇所のみである。ジェーンはターゲットとなる男性のガールフレンドをバスルームで待ち伏せして拘束する。そして自分の胸に毒を塗り込み男のベッドに滑り込む。灯りがついており、胸の大きさも全く違うが、寝惚けた男は自分のガールフレンドだと思い込んでいる。彼はジェーンの巨乳にキスをし始め、すぐに毒が廻って死んでしまう。
チーフのビルにより彼女が捕らえられた時の保険として、カメラに時限爆弾を仕掛けていたことが判明する。間一髪でジェーンは必要な写真をすべて入手し、病院に運ばれた。カメラは撤去され、写真が検められた。偶然写っていたジェーンの同僚にして恋人でもあったティム（コードネーム「アトランティス7」）が主犯の「トプラー」であったことが判明する。ジェーンは自分が始末すると宣言した。2人が再会した時に彼は告白し、罪を悔い改め彼女にプロポーズした。ジェーンは彼を射殺することで、これに応えた。彼女は休む間もなく次の任務に向かった。

## 製作
前作の『デッドリー・ウェポン』と『ダブル・エージェント73』は同時に撮影された。ウィッシュマンは当初チェスティ・モーガンで3本の映画を撮るプランを立てていたが、スター気取りのモーガンが遅刻を繰り返したため予定通り撮影は進まなかった。ウィッシュマンはこのポーランド人バーレスクダンサーを見限り、モーガン抜きで『ダブル・エージェント73』の続編を製作する決定を下した。1975年の『The Immoral Three』では冒頭で『ダブル・エージェント73』のヒロインが殺害され、彼女の3人の娘たちが母親の復讐を誓う。

## 続編
『ダブル・エージェント73』は、同じくドリス・ウィッシュマン監督による『デッドリー・ウェポン』の表向きの続編という事になっている。

## キャスト
- チェスティー・モーガン: ジェーン
- フランク・シルヴァーノ: ティム
- ソウル・メス: イゴール・ストツキー
- ジル・ハリス: ジェーンの女友達
- ルイス・バーディ: マーク・キアーロ
- ピーター・サベージ: ビル（ピーター・ペトリロ名義）